# Cappa magna
Cappa magna (lat. veliki plašt) je plašt s velikom kukuljicom i dugačkom povlakom (repom), koju su do Drugoga vatikanskog sabora nosili biskupi i neki kanonici. Od 1969. se smije koristiti samo prilikom velikih svečanosti izvan Rima.

## Izgled i uporaba
Cappa magna je plašt od moare svile, crvene (za kardinale) ili ljubičaste (za biskupe) boje. Preko nje se nosi kukuljica od svile preko ljeta i od bijelog hermelina u došašću. Nosila se do Drugog vatikanskog sabora kao osnovni dio korskog ruha svakog prelata.